# Vallée du Rutin, coteau de Chaumiton, étang de Saosnes et forêt de Perseigne
Vallée du Rutin, coteau de Chaumiton, étang de Saosnes et forêt de Perseigne este o arie protejată (sit de importanță comunitară — SCI) din Franța întinsă pe o suprafață de 713 ha, integral pe uscat.

## Localizare
Centrul sitului Vallée du Rutin, coteau de Chaumiton, étang de Saosnes et forêt de Perseigne este situat la coordonatele 48°24′17″N 0°15′28″E / 48.40472°N 0.25778°E.

## Înființare
Situl Vallée du Rutin, coteau de Chaumiton, étang de Saosnes et forêt de Perseigne a fost declarat arie specială de conservare în baza directivei 92/43 din 1992 referitoare la conservarea habitatelor naturale și a faunei și florei sălbatice pentru a proteja 1 specie de plante și 10 specii de animale.

## Biodiversitate
Situată în ecoregiunea atlantică, aria protejată conține 17 habitate naturale: Mlaștini calcaroase cu Cladium mariscus și specii de Caricion davallianae, Păduri de fag acidofile atlantice, cu subarboret de Ilex și, uneori, de asemenea, Taxus, la nivelul arbuștilor (Quercion robori-petraeae sau Ilici-Fagenion), Păduri de stejar sau de stejar și carpen sub-atlantice și medio-europene de Carpinion betuli, Pajiști uscate europene, Mlaștini alcaline, Mlaștini oligotrofe degradate, capabile încă de regenerare naturală, Peșteri inaccesibile publicului, Păduri aluvionare cu Alnus glutinosa și Fraxinus excelsior (Alno-Padion, Alnion incanae, Salicion albae), Ape puternic oligomezotrofe cu vegetație bentonică cu Chara spp., Izvoare petrifiante cu formare de travertin (Cratoneurion), Păduri de fag Asperulo-Fagetum, Ape stătătoare oligotrofe până la mezotrofe, cu vegetație de Littorelletea uniflorae și/sau de Isoëto-Nanojuncetea, Lacuri eutrofice naturale cu vegetație de tip Magnopotamion sau Hydrocharition, Cursuri de apă de la nivel de câmpie la nivel montan, cu vegetație Ranunculion fluitantis și Callitricho-Batrachion, Formațiuni de Juniperus communis pe lande sau pajiști calcaroase, Pajiști uscate seminaturale și facies de acoperire cu tufișuri pe substraturi calcaroase (Festuco-Brometalia) (* situri importante pentru orhidee), Liziere de ierburi înalte hidrofile de câmpie și de nivel montan până la alpin.
La baza desemnării sitului se află mai multe specii protejate:
- plante (1): Luronium natans
- mamifere (6): liliac cârn (Barbastella barbastellus), liliac cu urechi mari (Myotis bechsteinii), liliac cărămiziu (Myotis emarginatus), liliac comun (Myotis myotis), liliacul mare cu potcoavă (Rhinolophus ferrumequinum), liliacul mic cu potcoavă (Rhinolophus hipposideros)
- nevertebrate (4): Austropotamobius pallipes, croitorul mare al stejarului (Cerambyx cerdo), Coenagrion mercuriale, rădașcă (Lucanus cervus)

Pe lângă speciile protejate, pe teritoriul sitului au mai fost identificate 12 specii de plante, 6 specii de păsări, 6 specii de mamifere, 1 specie de reptile.